# Tolypanthus lunatus
Tolypanthus lunatus är en tvåhjärtbladig växtart som beskrevs av Rajasek.. Tolypanthus lunatus ingår i släktet Tolypanthus och familjen Loranthaceae. Inga underarter finns listade i Catalogue of Life.